# Модельний ряд автомобілів «ЗАЗ»
Модельний ряд автомобілів «ЗАЗ» — список всіх серійних моделей та прототипів автомобілів ЗАЗ.

## Серійні або малосерійні моделі
| Модель                 | Фото | Рік випуску | Знятий з виробництва | Кількість випущених машин | Модифікації |
| ---------------------- | ---- | ----------- | -------------------- | ------------------------- | --- |
| ЗАЗ-965 Запорожець     |      | 1960        | 1969                 | 322 106                   | ЗАЗ-965А, ЗАЗ-965АЕ, ЗАЗ-965Б, ЗАЗ-965АБ, ЗАЗ-965АР, ЗАЗ-965П, ЗАЗ-965С, ЗАЗ-965Е, ЗАЗ-965П |
| ЗАЗ-966 Запорожець     |      | 1967        | 1971                 |                           | ЗАЗ-966В, ЗАЗ-966ВР, ЗАЗ-966ВБ, ЗАЗ-966ВБ2, ЗАЗ-966Е, ЗАЗ-966П |
| ЗАЗ-968 Запорожець     |      | 1971        | 1980                 |                           | ЗАЗ-968А, ЗАЗ-968АБ2, ЗАЗ-968Б, ЗАЗ-968АБ, ЗАЗ-968Р |
| ЗАЗ-968М Запорожець    |      | 1980        | 1994                 |                           | ЗАЗ-968М, ЗАЗ-968МБ, ЗАЗ-968МГ, ЗАЗ-968МД, ЗАЗ-968МР, ЗАЗ-968П |
| ЗАЗ-969 Волинь         |      | 1970        | 1979                 |                           | |
| ЗАЗ-1102 Таврія        |      | 1988        | 1997                 | 326 500                   | ЗАЗ-110206, ЗАЗ-110206-35, ЗАЗ-11027, ЗАЗ-11028, ЗАЗ-11029, ЗАЗ-1122, ЗАЗ-1132, ЗАЗ-1140, ЗАЗ-11022, ЗАЗ-110216, ЗАЗ-110216-35, ЗАЗ-110216-40, ЗАЗ-110220, ЗАЗ-110236, ЗАЗ-110206-32, ЗАЗ-110207, ЗАЗ-110217, ЗАЗ-110218, ЗАЗ-110218-40,ЗАЗ-11024 ,ЗАЗ-110247, ЗАЗ-110246, ЗАЗ-110240, ЗАЗ-110260, ЗАЗ-110267, ЗАЗ-110260-30 |
| ЗАЗ-1102 Таврія Нова   |      | 1998        | 2007                 |                           | |
| ЗАЗ-1103 Славута       |      | 1999        | 2011                 | 140 614 .                 | ЗАЗ-110340, ЗАЗ-110307, ЗАЗ-110307-01, ЗАЗ-110307-02, ЗАЗ-110307-10, ЗАЗ-110308, ЗАЗ-110308-01, ЗАЗ-110308-42, ЗАЗ-110308-40 |
| ЗАЗ-1105 Дана          |      | 1995        | 1997                 |                           | ЗАЗ-110520, ЗАЗ-110540, ЗАЗ-1125 |
| ЗАЗ-11055 Таврія Пікап |      | 1998        | 2011                 |                           | ЗАЗ-110550, ЗАЗ-110550-20, ЗАЗ-110550-30, ЗАЗ-110550-40, ЗАЗ-110557-10, ЗАЗ-110557-53, ЗАЗ-110557-61, ЗАЗ-110557-51, ЗАЗ-110558 |
| ЗАЗ Lanos              |      | 2004        | 2017                 |                           | ЗАЗ Lanos Хетчбек, ЗАЗ Sens, ЗАЗ Sens Хетчбек, ЗАЗ Chance, ЗАЗ Chance Хетчбек |
| ЗАЗ Lanos Pick-up      |      | 2005        | випускається         |                           | ЗАЗ Sens Pick-up |
| ЗАЗ-А07А               |      | 2005        | випускається         |                           | ЗАЗ-А07А.10, ЗАЗ-А07А.22, ЗАЗ-А07А.23, ЗАЗ-А07А1.22, ЗАЗ-А07А1.23, ЗАЗ-А07А1.30, ЗАЗ-А07А1.32, ЗАЗ-А07А1.40, ЗАЗ-А07А1.62 |
| ЗАЗ-А10                |      | 2009        | випускається         |                           | ЗАЗ-A10C30, ЗАЗ-A10C30-10, ЗАЗ-A10C30-11, ЗАЗ-A10C31, ЗАЗ-А10L50 |
| ЗАЗ Forza              |      | 2011        | 2017                 |                           | ЗАЗ Forza Хетчбек |
| ЗАЗ Vida               |      | 2012        | 2017                 |                           | ЗАЗ Vida Хетчбек |

## Прототипи або не серійні моделі
| Модель                   | Фото | Рік випуску | Знятий з виробництва | Кількість випущених машин | Модифікації                  |
| ------------------------ | ---- | ----------- | -------------------- | ------------------------- | ---------------------------- |
| ЗАЗ-967                  |      | 1965        | ?                    | декілька одиниць          |                              |
| ЗАЗ-970                  |      | 1961        | ?                    | декілька одиниць          | ЗАЗ-970Б, ЗАЗ-970В, ЗАЗ-970Г |
| ЗАЗ-971Д                 |      | 1962        | ?                    | декілька одиниць          | ЗАЗ-971Б, ЗАЗ-971В, ЗАЗ-971Г |
| ЗАЗ-900 "Спорт"          |      | 1963-1969   |                      | приблизно 5 одиниць       |                              |
| ЗАЗ-1102 "Перспектива"   |      | 1970-ті     | ?                    | декілька одиниць          |                              |
| ЗАЗ-1104                 |      | 1980-ті     | ?                    | одна неходова модель      |                              |
| ЗАЗ-1106                 |      | 1980-ті     | ?                    | одна неходова модель      |                              |
| ЗАЗ-1109                 |      | 1991        | 1994                 | декілька одиниць          |                              |
| ЗАЗ-1305                 |      | 1990        | 1990                 | декілька одиниць          |                              |
| ЗАЗ-1306                 |      | 1992        | 1992                 | декілька одиниць          | ЗАЗ-13061                    |
| ЗАЗ-1701                 |      | 1990-ті     | ?                    | декілька одиниць          |                              |
| ЗАЗ-1702                 |      | 1992        | ?                    | декілька одиниць          | AIKO АТ-130                  |
| ЗАЗ-1902                 |      | 1977        | ?                    | декілька одиниць          |                              |
| ЗАЗ-2201                 |      | до 1994     | ?                    | одна неходова модель      |                              |
| ЗАЗ-2301                 |      | 1995        | ?                    | одна модель               |                              |
| ЗАЗ-2320                 |      | 1991        | ?                    | одна модель               |                              |
| НАМІ-049А                |      | 1961        | ?                    | декілька одиниць          |                              |
| Проект «Таксі»           |      | 1970-ті     | ?                    | одна неходова модель      |                              |
| ЗАЗ Ладога               |      | 2001        | ?                    | декілька одиниць          |                              |
| Горбатий 2               |      | 2002        | ?                    | одна неходова модель      |                              |
| ЗАЗ Lanos M              |      | 2007        | ?                    | одна модель               |                              |
| ЗАЗ Lanos фургон Електро |      | 2010        | ?                    | одна модель               |                              |
| ЗАЗ Slavuta Nova         |      | 2016        | ?                    | одна модель               |                              |
| ЗАЗ Forza                |      | 2016        | ?                    | одна модель               |                              |